# Søren Rode
Søren Martin Rode (* 10. Dezember 1935 in Frederiksberg; † 21. Juni 2023) war ein dänischer Schauspieler.

## Werdegang
Søren Rode war ein Sohn des Redakteurs und Übersetzers Mikal Rode (1908–1993) und seiner Frau Anna Margrethe Termansen (1912–1996), ein Enkel des Schriftsteller-Ehepaares Helge und Edith Rode (1879–1956) und Neffe des Schauspielers Ebbe Rode. 
Er absolvierte seine Schauspielausbildung von 1959 bis 1962 an der Eleveskole des Königlichen Theaters Kopenhagen. Er war dort rund 30 Jahre lang als festes Ensemblemitglied engagiert. Danach spielte er auch am Gladsaxe Teater und am Grønnegårds Teatret.
Daneben wirkte er als Sprecher in zahlreichen Hörspielen sowie als Schauspieler von 1962 bis 2000 in über 60 Film- und Fernsehproduktionen mit, darunter auch in den in Dänemark sehr beliebten Serien Oh, diese Mieter!, Die Leute von Korsbaek, Privatdetektiv Anthonsen und in fünf Filmen der Olsenbande-Reihe.
Søren Rode starb am 21. Juni 2023 im Alter von 87 Jahren.

## Filmografie
- 1962: Brønden (Fernsehfilm)
- 1963: Elsk din næste
- 1963: Den stundesløse (Fernsehfilm)
- 1964: Enhver (Fernsehfilm)
- 1964: Affæren (Fernsehfilm)
- 1964: Tine
- 1965: Kaliber 7,65 – Diebesgrüße aus Kopenhagen (Slå først, Frede)
- 1966: Slap af, Frede
- 1966: Anklage mod ukendt (Fernsehfilm)
- 1967: Skt. Annaland (Fernsehfilm)
- 1967: Mögen Sie Austern? (Ka' De lide østers?; Fernsehserie; 2 Episoden)
- 1967: Sie treffen sich, sie lieben sich, und ihr Herz ist voller süßer Musik (Människor möts och ljuv musik uppstår i hjärtat)
- 1968: Boubouroche (Fernsehfilm)
- 1968: Die Olsenbande (Olsen-banden)
- 1969: Midt i en jazztid
- 1970: Svejk i anden verdenskrig (Fernsehfilm)
- 1970: Sulevælling (Fernsehmehrteiler)
- 1970–1976: Oh, diese Mieter (Huset på Christianshavn; Fernsehserie; 6 Episoden)
- 1971: Onkel Vanja (Fernsehfilm)
- 1971: Erotik (Fernsehfilm)
- 1972: Hotel Paradiso (Fernsehfilm)
- 1972: Die Olsenbande und ihr großer Coup (Olsen-bandens store kup)
- 1972: Livsens Ondskab (Fernsehserie)
- 1973: Don Juan (Fernsehfilm)
- 1973: Den stundesløse (Fernsehfilm)
- 1973: Die Olsenbande läuft Amok (Olsen-banden går amok)
- 1973: Henry (Fernsehserie)
- 1974: Snart dages det brødre (Fernsehfilm)
- 1975: Fader min (Fernsehfilm)
- 1975: Dr. Lemmas problem (Fernsehfilm)
- 1975: Familien Gyldenkål
- 1976: John, Alice, Peter, Susanne og lille Verner (Fernsehmehrteiler)
- 1976: Jørns historie (Fernsehfilm)
- 1976: Brandtomten (Fernsehfilm)
- 1976: Den dobbelte mand
- 1976: Die Olsenbande sieht rot (Olsen-banden ser rødt)
- 1977: Natmad (Fernsehfilm)
- 1977: Den gode vilje (Fernsehfilm)
- 1977: En by i provinsen (Fernsehserie; Episodenrolle)
- 1977: Alt på et bræt
- 1978: Die Leute von Korsbaek (Matador, Fernsehserie; Episodenrolle)
- 1979: Dina (Fernsehfilm)
- 1981: Indenfor murene (Fernsehfilm)
- 1981: Helligtrekongersaften (Fernsehfilm)
- 1981: Historien om Kim Skov
- 1982: Jøsses piger – befrielsen er nær! (Fernsehfilm)
- 1983: For menneskelivets skyld (Fernsehfilm)
- 1984: Privatdetektiv Anthonsen (Anthonsen; Fernsehserie; Episodenrolle)
- 1985: Elise
- 1985: Klitgården (Fernsehserie; Episodenrolle)
- 1987: Peter von Scholten
- 1990: Parløb (Fernsehserie; Episodenrolle)
- 1991: Fædre og sønner (Fernsehfilm)
- 1992: Kald mig Liva (Fernsehserie; Episodenrolle)
- 1992: Gøngehøvdingen (Fernsehserie; 5 Episoden)
- 1993: Det forsømte forår
- 1994: Købt eller solgt (Fernsehfilm)
- 1995: Kun en pige
- 1996: Elverhøj (Fernsehfilm)
- 1996: Bryggeren (Fernsehserie; 4 Episoden)
- 1997: Taxa (Fernsehserie; Episodenrolle)
- 1998: Der (wirklich) allerletzte Streich der Olsenbande (Olsen-bandens sidste stik)
- 2000: Edderkoppen (Fernsehserie; Episodenrolle)